# Mikä boogie
Mikä boogie è il primo singolo del duo rap finlandese Fintelligens, pubblicato dalla Rähinä Records ed estratto il 27 gennaio 2010 dal quinto album Mun tie tai maantie. Il singolo è entrato nelle classifiche finlandesi raggiungendo subito il primo posto. Assieme al singolo è uscito un video musicale.

## Tracce
1. Mikä boogie – 3:13
2. Mikä boogie – 3:13 – Instrumental version

## Classifica
| Classifica           | Massima posizione |
| -------------------- | ----------------- |
| Finlandia            | 1                 |
| Finlandia (digitale) | 1                 |
| Finlandia (radio)    | 100               |